# José Camilo del Solar
José Camilo del Solar y Vial; hacendado y político chileno. Nació en Concepción en octubre de 1805. Falleció en la misma ciudad, en 1871. Hijo de don Francisco Javier Cajigal del Solar y Puga, y doña María Josefa Vial y del Campo. Se casó en la Parroquia de San Pedro de Cauquenes, en 1826 con María Rita Pinochet Benítez.
Ingresó al ejército patriota y participó en la batalla de Maipú (1818), alcanzando el grado de teniente coronel. Heredó de su padre parte de la estancia Tregualemu, en las costas de Itata, las que explotó agrícolamente.
Elegido Diputado por Valdivia en 1846, reelegido en 1849. Integró la Comisión permanente de Hacienda e Industria.